# أورسولا هنريكس
أورسولا هنريكس (بالألمانية: Ursula Hinrichs) (1935  م) هي ممثلة ألمانية.

## جوائز
حصلت على جوائز منها:
- Blue Lion  [لغات أخرى]‏ (2008).

## وصلات خارجية
- أورسولا هنريكس على موقع IMDb (الإنجليزية)
- أورسولا هنريكس على موقع قاعدة بيانات الفيلم (الإنجليزية)

- أورسولا هنريكس في قاعدة بيانات الأفلام على الإنترنت